# Kościół Świętego Krzyża w Königs Wusterhausen
Kościół Świętego Krzyża (niem. Kreuzkirche) – luterańska świątynia parafialna znajdująca się w brandenburskim mieście Königs Wusterhausen. Siedziba parafii ewangelickiej w Königs Wusterhausen.

## Historia
Drewniany dom modlitwy wybudowano w 1693 na zlecenie elektora Fryderyka III. Obecny kościół wzniesiono w roku 1697, po zniszczeniu okolicznych świątyń przez burzę, jako kościół dworski miejscowego pałacu myśliwskiego. W następnym roku monarcha podarował go swojemu synowi, Fryderykowi Wilhelmowi. W 1706 elektor, znany już jako król Prus Fryderyk I, zlecił budowę barokowych organów, przypisywanych Arpowi Schnitgerowi. W 1758 świątynię rozbudowano do czterech przęseł. W 1822 roku dobudowano wieżę wg projektu Johanna Alberta Eytelweina, wykonano nową ambonę i emporę. W 1889 wzniesiono transept i prezbiterium w stylu neoromańskim. Podczas dwóch wojen światowych zarekwirowano kościelne dzwony, przetrwał jedynie najstarszy dzwon z 1697 roku. Podczas II wojny światowej okna i dach zostały zniszczone wskutek bombardowania, a w 1945 roku budynek służył jako szpital polowy. Nowe witraże wykonał w latach 1948–1949 Charles Crodel , a w 1951 na wieży zawieszono dwa kolejne dzwony. W 1967 odrestaurowano elewacje i wnętrze kościoła oraz wymieniono dach, wnętrze ponownie wyremontowano w roku 2008.

## Architektura i wyposażenie
Świątynia neoromańska, jednonawowa, wzniesiona na planie krzyża. We wnętrzu ustawiony jest drewniany stół ołtarzowy autorstwa Charlesa Kinga, przeniesiony około roku 1753 do Königs Wusterhausen z kaplicy zamkowej w Oranienburgu. Ołtarz główny zdobi krucyfiks i dwa świeczniki, wykonane w 1822 ze złoconego żeliwa przez Karla Friedricha Schinkla (jeden z nich jest wykonaną w 2000 roku kopią skradzionego oryginału).
Pierwotne organy z 1706 były kilkukrotnie przebudowywane. W 1913 zainstalowano romantyczne organy pneumatyczne, wykonane przez przedsiębiorstwo Dinse w Berlinie. Instrument był jednak podatny na awarie, w 1931 i 1956 poddano go renowacjom. W 2003 parafia podjęła decyzję o budowie nowych organów, wzorowanych na instrumentach barokowych. W 2010 roku zainaugurowano instrument z warsztatu Jürgena Ahrenda z Leer.

## Galeria

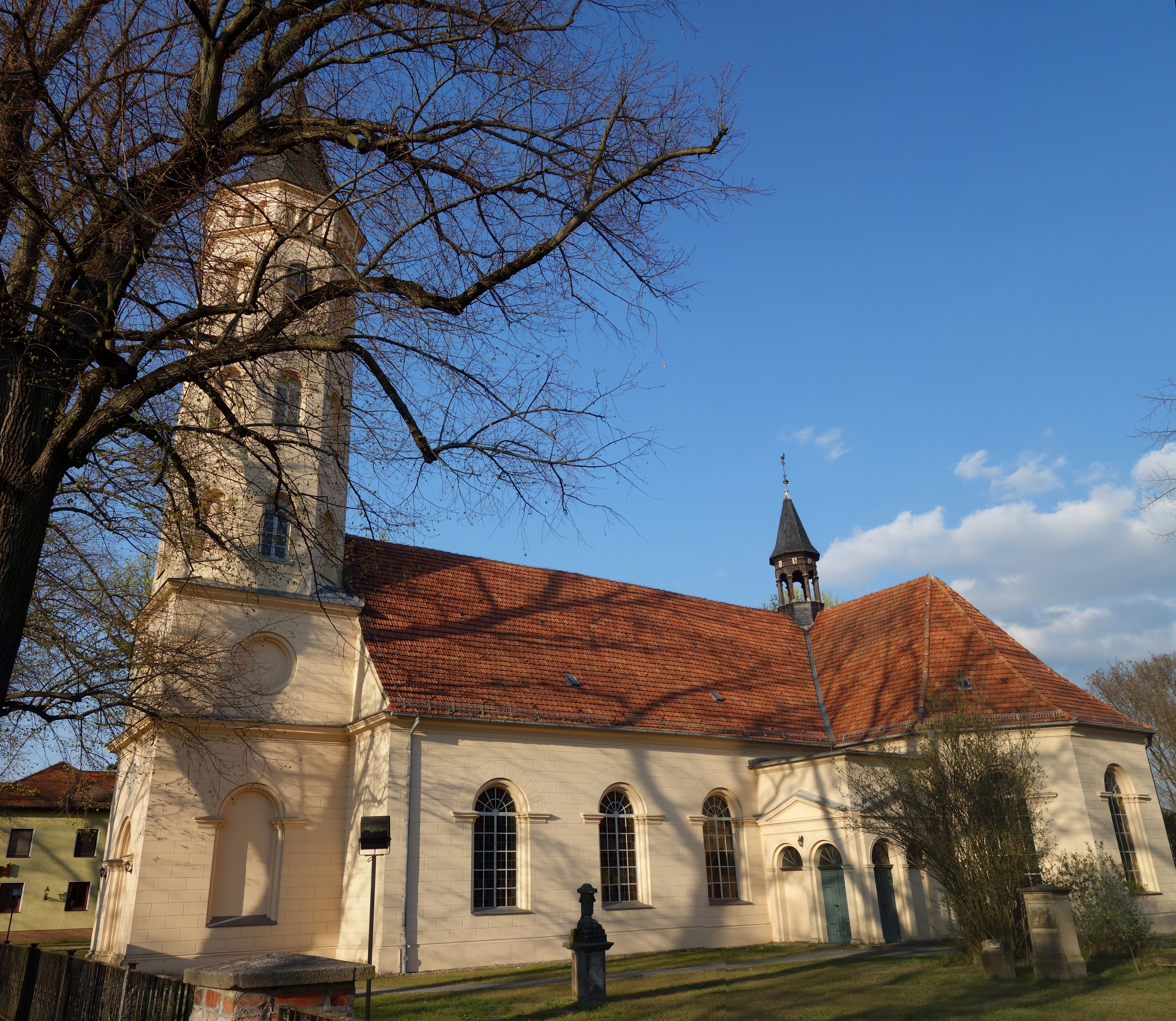
Widok z południowego zachodu
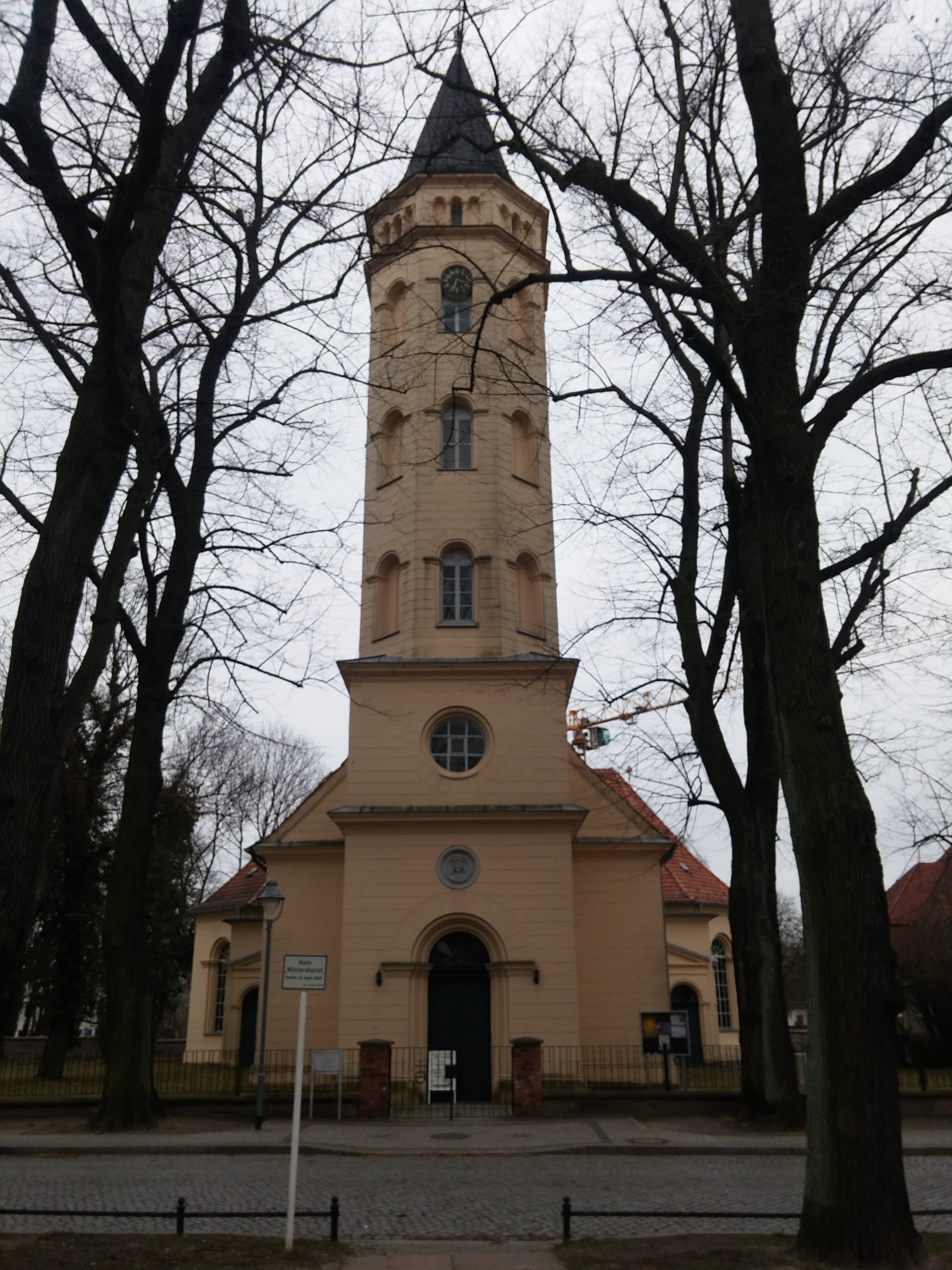
Widok na wieżę z zachodu
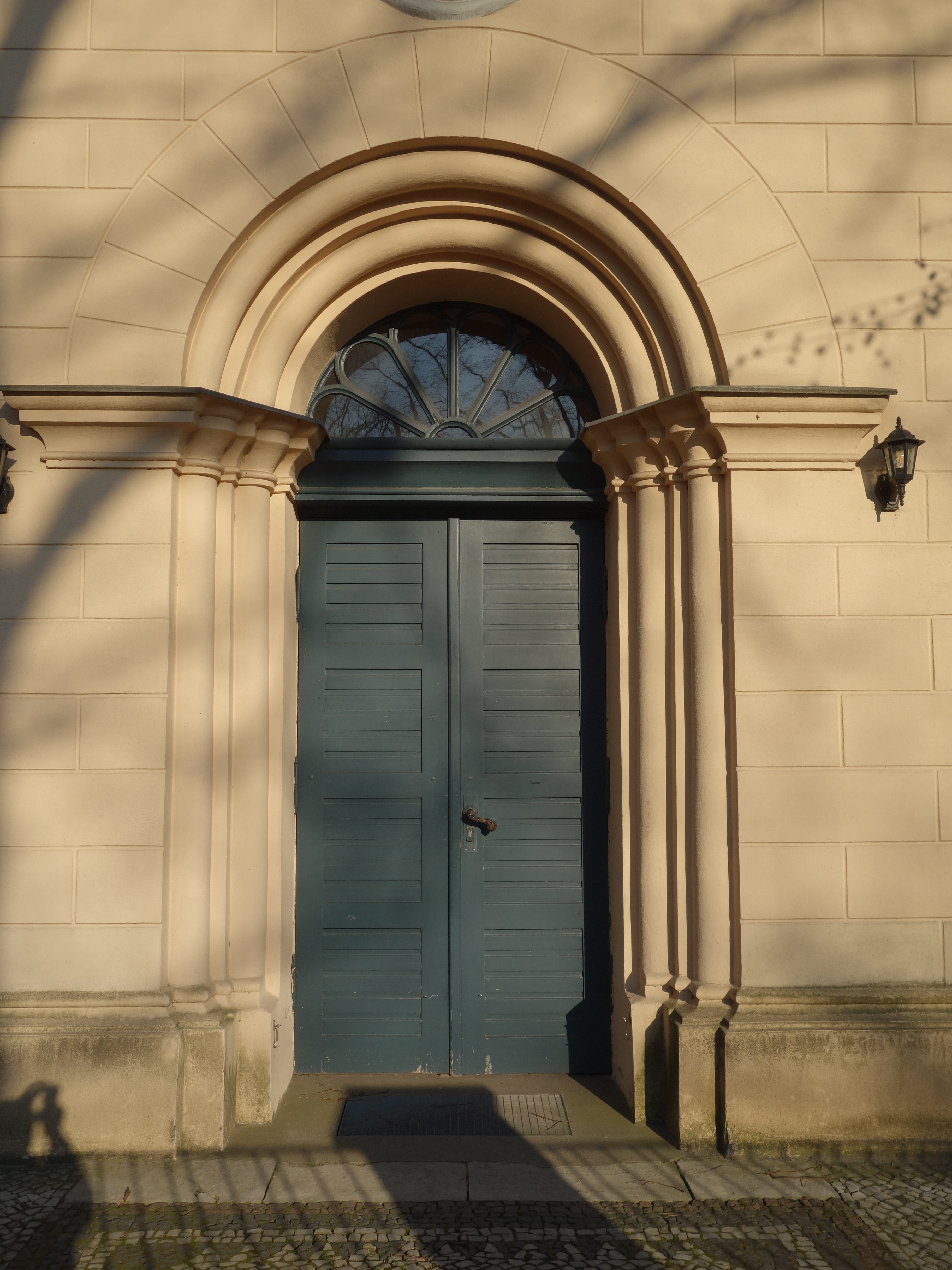
Neoromański portal zachodni
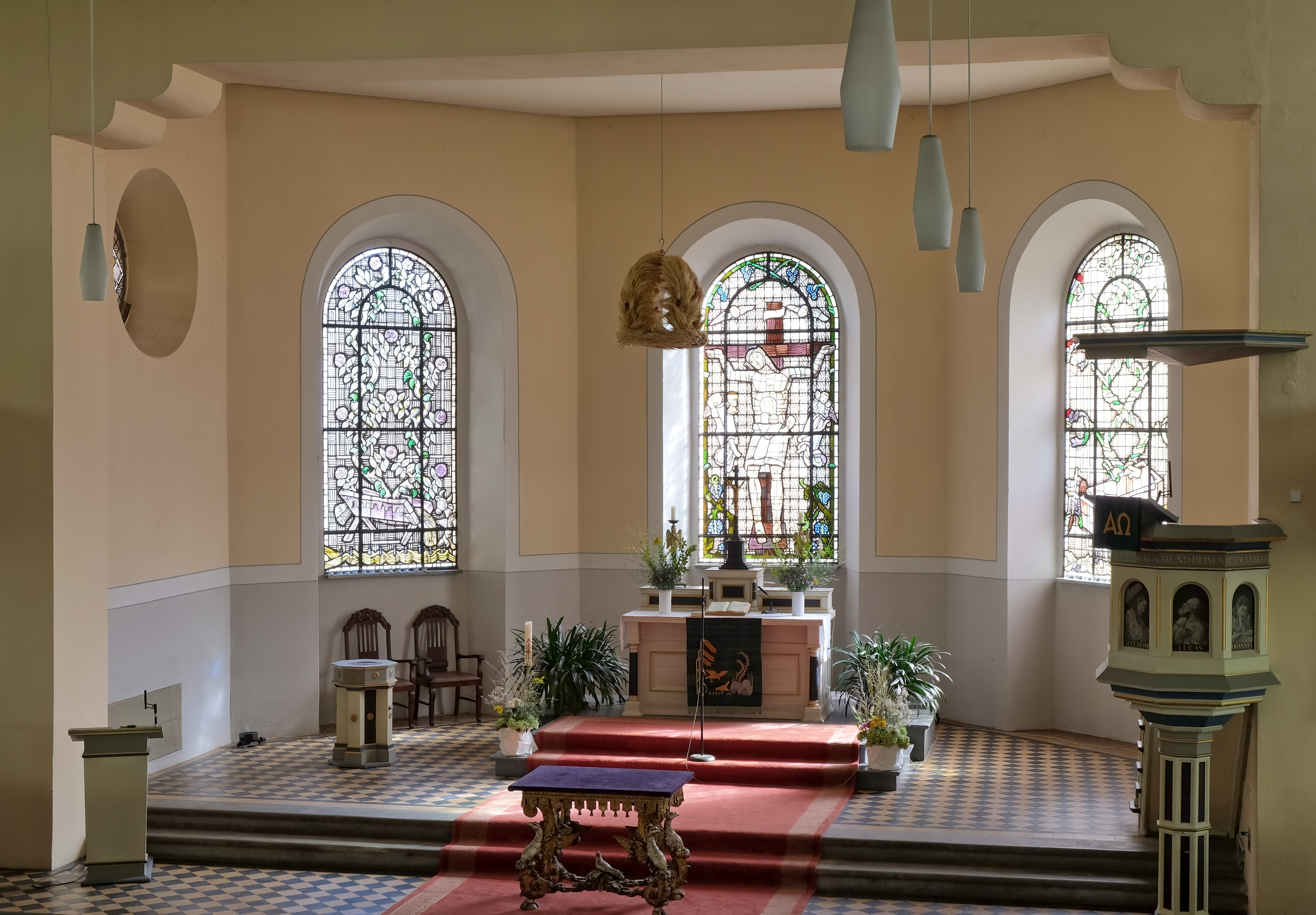
Wnętrze
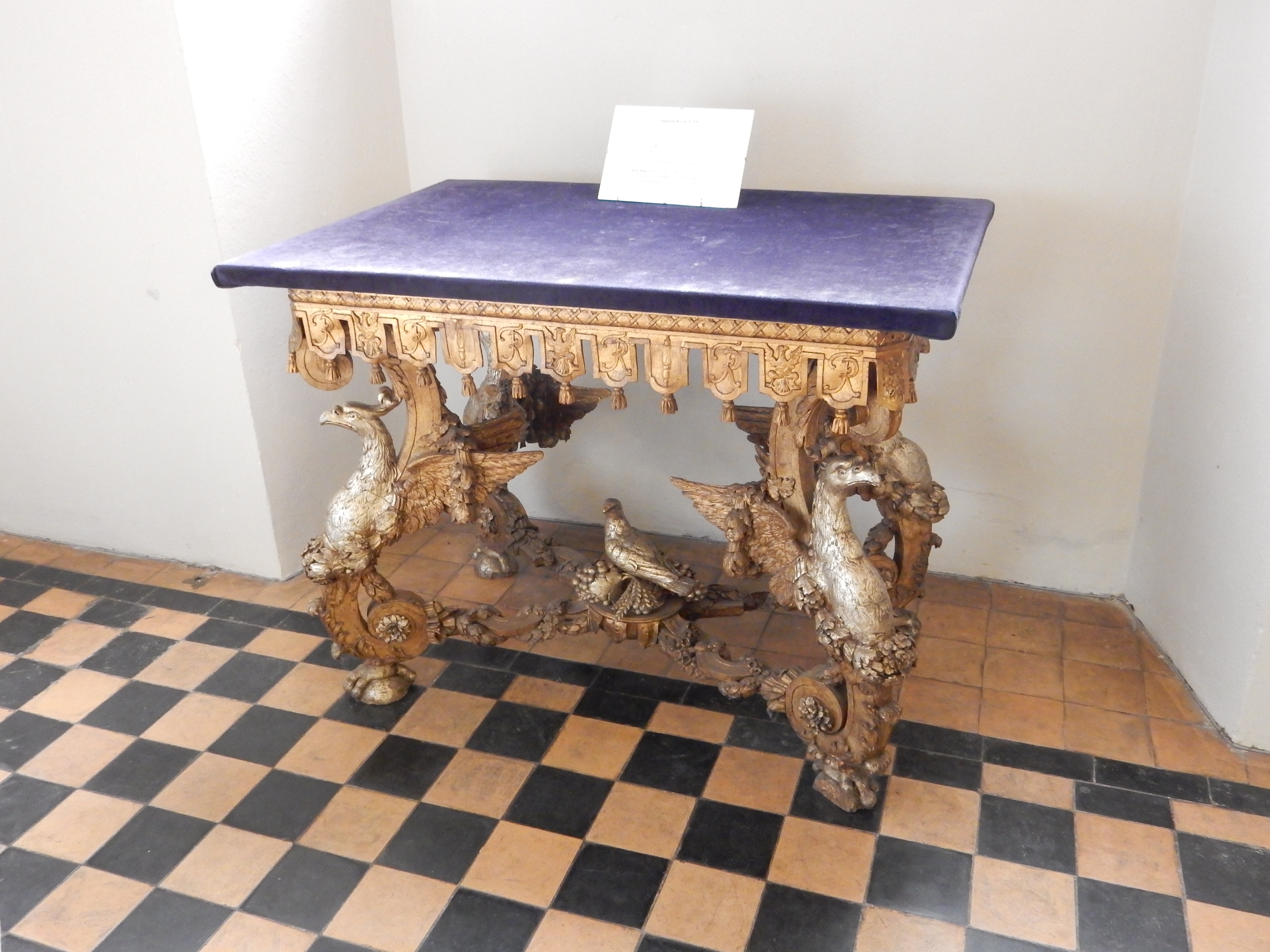
Stół ołtarzowy z Oranienburga
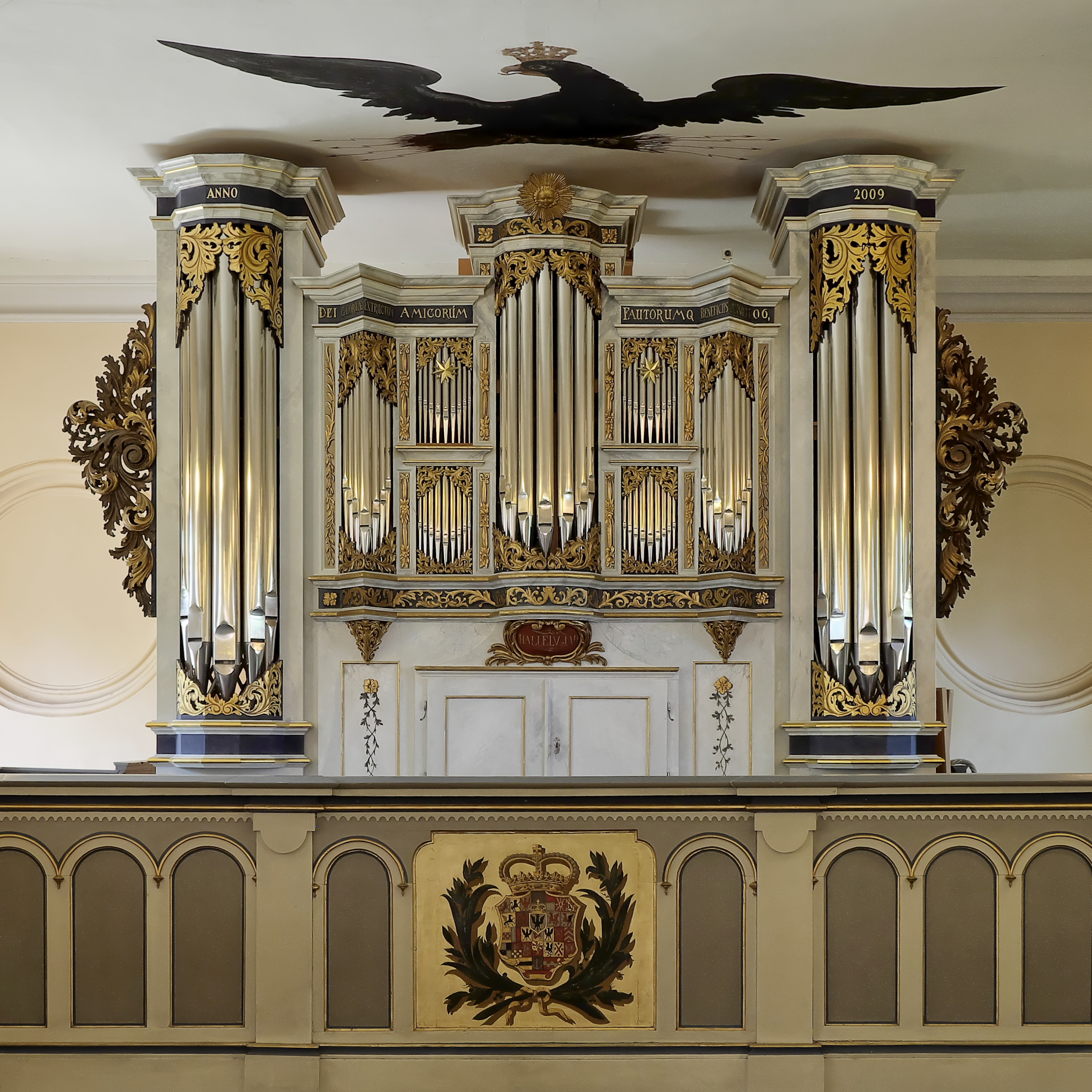
Organy